# Экология Екатеринбурга
В городе довольно напряжённая экологическая обстановка, обусловленная загрязнением воздуха. В 2016 году Екатеринбург по этому показателю попал в перечень городов с наихудшей экологической ситуацией.
На выбросы от автомобилей приходится 92,3 % от всех загрязнений. В 2017—2018 годах согласно Руководящему документу РД 52.04.667-2005 Росгидромета по качеству атмосферного воздуха город имел повышенный уровень загрязнения, а в 2019 — низкий.

## Загрязнение атмосферы
Получение данных о загрязнении окружающей среды осуществляется в ходе мониторинга загрязнения на базе государственной наблюдательной сети. В основу организации и проведения режимных наблюдений в пунктах государственной наблюдательной сети положены принципы систематичности и комплексности наблюдений, согласованность сроков наблюдений с характерными климатическими и гидрологическими периодами, определение показателей качества окружающей среды едиными, обеспечивающими требуемую точность методами.
По результатам наблюдений в 2017 и 2018 годах уровень загрязнения атмосферного воздуха города отнесён к категории «повышенный». Значение комплексного индекса загрязнения атмосферы определили концентрации взвешенных веществ, диоксида азота, формальдегида, бензапирена и аммиака. Наибольшая измеренная за короткий период времени концентрация примеси, деленная на ПДК, из данных измерений на посту за одной примесью, или на всех постах за одной примесью, или на всех постах за всеми примесями СИ=9,0 для этилбензола, как в 2017 году, так и в 2018; наибольшая повторяемость превышения ПДК НП=4 % (2017 год), НП=13 % (2018 год) для формальдегида.
В 2017 году проводились наблюдения за загрязнением атмосферного воздуха на станции в городе Екатеринбург, результаты которых размещены ниже:
Данные наблюдений на автоматических станциях контроля за загрязнением атмосферного воздуха за 2017 год

| № строки | Загрязняющее вещество     | Максимальная разовая концентрация в долях ПДКмр | Максимальная среднесуточная концентрация в долях ПДКсс |
| 1        | Диоксид серы              | 0,4                                             | 0,5                                                    |
| 2        | Оксид углерода            | 1,2                                             | 0,7                                                    |
| 3        | Диоксид азота             | 0,5                                             | ‒ 2)                                                   |
|          | Оксид азота               | 0,5                                             | ‒ 2)                                                   |
| 5        | Взвешенные частицы РМ101) | 2,1                                             | 6,6                                                    |

Показатели качества атмосферного воздуха по данным наблюдений на автоматических станциях контроля за загрязнением атмосферного воздуха за 2017 год

| № строки | Значения                                             | Значения                                               | Значения                                                          | Значения                                 |
| № строки | Максимальная разовая концентрация в долях ПДКмр (СИ) | Максимальная среднесуточная концентрация в долях ПДКсс | Наибольшая повторяемость превышений (НП) ПДКмр за сутки, % (дата) | Повторяемость превышений ПДКсс за год, % |
| 1        | 2,1 (взвешенные частицы РМ10)                        | 3,6 (взвешенные частицы РМ10)                          | 23,6 (взвешенные частицы РМ10) (14.10.2017)                       | 3,4                                      |

В 2017 году в районе расположения станции отмечено превышение нормативов содержание в атмосферном воздухе пыли мелкодисперсной, диоксида азота, оксида азота и оксида углерода.
Максимальная разовая концентрация пыли мелкодисперсной превысила установленные нормативы — в 2,1 раза. Наибольшая повторяемость превышений предельно допустимой максимальной разовой концентрация пыли мелкодисперсной составила 23,6 %. Максимальная среднесуточная концентрация пыли мелкодисперсной была зафиксирована в октябре и превысила предельно допустимую концентрацию в 3,6 раза. Повторяемость превышения среднесуточной предельно допустимой концентрации пыли мелкодисперсной за год составила 1,2 %.
Максимальная среднесуточная концентрация диоксида азота за месяц была зафиксирована в январе и превысила предельно допустимую концентрацию в 1,6 раза.
Максимальная среднесуточная концентраций оксида азота за месяц была зафиксирована в январе и превысила предельно допустимую концентрацию в 1,5 раза.
Максимальная разовая концентрация оксида углерода превысила установленные нормативы в 1,2 раза. Наибольшая повторяемость превышений предельно допустимой максимальной разовой концентрации оксида углерода составила 1,4 %.
Содержание в атмосферном воздухе диоксида серы не превысило установленные нормативы.
В 2018 году наблюдения за загрязнением атмосферного воздуха в городе Екатеринбурге проводились на двух станциях, расположенных на улице Коммунистическая в районе дома № 85 и на улице Татищева, в районе дома № 16.
В районе расположения станции на улице Коммунистическая, отмечено превышение нормативов содержания в атмосферном воздухе диоксида азота и оксида азота.
Максимальные среднесуточные концентрации по этим веществам за год превысили предельно допустимые среднесуточные концентрации по диоксиду азота — в 2,2 раза, по оксиду азота — в 1,2 раза. Повторяемость превышения среднесуточных предельно допустимых концентраций за год составила: по диоксиду азота — 22,9 %, по оксиду азота 1,1 %.
Среднегодовые концентрации диоксида азота и оксида азота не превысили установленных нормативов и составили соответственно 0,8 ПДКсс и 0,03 ПДКсс.
Содержание в атмосферном воздухе диоксида серы, оксида углерода и пыли мелкодисперсной не превысило установленные нормативы.
Измерения на станции на улице Татищева осуществляются с мая 2018 г. За период измерений в районе расположения станции отмечено превышение нормативов содержания в атмосферном воздухе диоксида серы, оксида азота, диоксида азота, пыли мелкодисперсной.
Максимальная из разовых концентрация пыли мелкодисперсной, превысила установленный норматив в 1,9 раза (в ноябре), повторяемость превышения предельно допустимой максимальной разовой концентрация пыли мелкодисперсной в отдельные сутки достигала 1,4 %.
Наибольшие значения из среднесуточных концентраций загрязняющих веществ были зафиксированы в декабре и превысили предельно допустимые среднесуточные концентрации: по пыли мелкодисперсной — в 1,1 раза, по диоксиду серы — в 1,1 раза, по диоксиду азота — в 1,5 раза, по оксиду азота — в 1,1 раза.
Содержание в атмосферном воздухе оксида углерода не превысило установленные нормативы.

### Загрязнение водных ресурсов
Главная река города — Исеть — загрязняется сбросами промышленных предприятий по всему своему течению. На территории города вода реки не пригодна даже для купания.
В двух точках состояние загрязненности воды классифицируется как «экстремально грязная»: в двух створах реки Исеть 7 км и 19 км ниже города Екатеринбурга. Там обнаружены критически загрязняющие вещества: нитритный и аммонийный азот, соединение марганца и фосфора.
Перечень случаев экстремально высоких уровней загрязнения поверхностных вод в створах государственной наблюдательной сети на территории Свердловской области за 2017 год:
| Водный объект | Пункт, створ | Дата отбора пробы | Ингредиенты         | Концентрация (мг/л)                                  |
| 1             | 2 | 3 | 4                   | 5                                                    |
| р. Исеть      | город Екатеринбург 7 км ниже города Екатеринбурга в черте д. Большой Исток 0,15 км выше впадения р. Исток 9,5 км ниже плотины Нижнеисетского вдхр. у автодорожного моста 19 км ниже города Екатеринбурга 3 км ниже города Арамиль в черте п. Мельзавод № 4 8,0 км ниже впадения р. Арамилки 6,5 км ниже плотины Арамильского вдхр. у пешеходного моста | 11.01.2017 13.02.2017 06.03.2017 10.05.2017 13.06.2017 02.08.2017 06.09.2017 04.10.2017 21.11.2017 18.12.2017 10.05.2017 04.07.2017 | Взвешенные вещества | 49,2 43,6 53,6 47,6 42 51,6 45,2 99,6 60 102 40 51,2 |